# Hyperseksualiteit
Men spreekt van hyperseksualiteit als de seksuele drift (libido) van een persoon sterker ontwikkeld is of op de voorgrond treedt dan men in de samenleving als normaal of wenselijk beschouwt. Dit kan verbonden zijn met culturele en sociale aspecten, los van geneeskundige motieven.
Hyperseksualiteit bij vrouwen noemde men ook wel nymfomanie en bij mannen satyriasis. Het gebruik van deze laatste twee termen impliceerde voornamelijk het psychopathologische karakter. Derhalve zijn deze termen vervangen door hyperseksualiteit, waarbij slechts gesproken kan worden van een afwijkend karakter ten opzichte van maatschappelijke normen die per (sub)cultuur kunnen verschillen. Een eventueel pathologische vorm van hyperseksualiteit wordt in de moderne seksuologie eerder gezien als een van de vormen van een obsessieve-compulsieve stoornis, waarbij het obsessieobject normaliter willekeurig is en door tal van omstandigheden seksueel kan zijn. Wel zijn seksualiteit en daarbij horende handelingen als obsessie bij een obsessief-compulsieve stoornis een bekend verschijnsel in de psychiatrie.
Het hangt van een aantal factoren af wanneer iemand als hyperseksueel wordt beschouwd. Belangrijk is bijvoorbeeld de houding die de samenleving ten opzichte van seksualiteit heeft. Zo werd vroeger een vrouw die openlijk te kennen gaf van seks te genieten, al snel als nymfomane bestempeld en vaak vermoedde men dat ze leed aan een vorm van hysterie. Sinds de seksuele revolutie is hierin veel veranderd, maar nog steeds verwacht de westerse maatschappij van een vrouw wat meer terughoudendheid dan van een man.
Bepaalde religieuze en maatschappelijke groeperingen beschouwen het hebben van meerdere seksuele partners voor het huwelijk als hyperseksueel en losbandig, terwijl andere groeperingen het niet als probleem zien.
Hoe relatief het begrip hyperseksualiteit is, blijkt ook uit een citaat van Alfred Kinsey. Toen hem naar een definitie werd gevraagd, antwoordde hij: "Hyperseksualiteit kan worden geconstateerd bij iemand die meer aan seks doet dan u".
Doorgaans hoeft een sterk ontwikkelde seksuele drang niet als psychische aandoening te worden beschouwd, wat in het verleden vaker gebeurd is. Als aandoening is hyperseksualiteit verdwenen uit het handboek DSM en de ICD-10 (F52.7) stelt dat de seksuele drift op zich alleen overmatig is als de persoon er klachten over heeft.
Hyperseksualiteit kan echter een symptoom zijn van andere problemen, bijvoorbeeld als een persoon er niet in slaagt seksuele bevrediging te vinden. Verder komt een verhoogde seksuele drift als symptoom voor bij: 
- manische episoden van bipolaire stoornis
- borderline-persoonlijkheidsstoornis (mogelijk in combinatie met een stoornis in de impulsbeheersing)
- vroege fase van dementie
- syndroom van Klüver-Bucy
- bepaalde vormen van depressie
- theatrale persoonlijkheidsstoornis
- Persistent sexual arousal syndrome